# المركز الوطني للأمن وإدارة الأزمات (الأردن)
المركز الوطني للأمن وإدارة الأزمات مركز وطني حكومي أردني بدأ العمل في العام 2015، يتمثل دوره بتنسيق وتوحيد كافة جهود المؤسسات الوطنية ذات العلاقة لتمكينها من مواجهة الازمات الوطنية بأشكالها المختلفة والمحتملة بأقل وقت وجهد، وبأقل تكلفة وخسائر ممكنة.

## الإنشاء
جاءت إنشاء المركز الوطني للأمن وإدارة الأزمات نتيجة للرؤية الملكية السامية، والتي دعت إلى إيجاد حالة من التفاعل والاستجابة لإفرازات البيئة الاستراتيجية، وفق منظور مؤسسي، يرتكز على مبدأ التنسيق وتوحيد الجهود الوطنية لمواجهة الأزمات المحتملة، حيث تم توجيه رسالة ملكية سامية في عام 2005 إلى دولة رئيس الوزراء تقضي بإنشاء مركز وطني للأمن وإدارة الأزمات، وتم تكليف صاحب السمو الملكي الأمير علي بن الحسين ليكون مشرفًا عامًا على جميع مراحل إنشاء المركز،
عام 2013 تم الانتهاء من بناء مقر المركز الدائم وفق المعايير والمواصفات القياسية العالمية من الناحيتين الفنية والعملياتية. خلال عام 2015 صدرت الإرادة الملكية السامية بالمصادقة على نظام المركز الوطني للأمن وإدارة الأزمات رقم (20) لعام 2015 ، وتم نشره في الجريدة الرسمية ليصبح فاعلًا من الأول من نيسان 2015 . ثم صدر النظام المعدل لنظام المركز الوطني للأمن وإدارة الأزمات رقــــم (62) لسنة 2020 وتم نشره بالجريدة الرسمية.

## نظرة عامة
الرؤية
بيئة وطنية آمنة، منيعة وقادرة على الصمود 
الرسالة
إدارة مخاطر الكوارث والأزمات بكفاءة عالية بتنسيق وتوحيد كافة الجهود الوطنية من خلال التكيف الاستراتيجي للوصول إلى بيئة  وطنية آمنة ومستقرة 
الأهداف
يهدف المركز الوطني للأمن وإدارة الأزمات الى تحقيق رسالته من خلال تسخير الإمكانيات الوطنية وتوحيد جهود المؤسسات الوطنية ذات العلاقة بغية الوصول إلى الاحترافية في مجالي الاستعداد والاستجابة للأزمات على المستوى الوطني –بنوعيها الطبيعية والتي من صنع الإنسان– بأقل جهد ووقت وتكلفة وخسائر ممكنة

## أعضاء مجلس الإدارة
بناءً على نص المادة (5- أ ) من نظام المركز الوطني للأمن وإدارة الأزمات رقم (20) لعام 2015 –والصادر بمقتضى المادة (120) من الدستور– يتولى إدارة المركز مجلس إدارة برئاسة رئيس الوزراء وعضوية كل من:
- رئيس المركز الوطني للامن وإدارة الأزمات «الأمير علي بن الحسين»
- وزير الدفاع
- وزير الداخلية
- رئيس هيئة الاركان المشتركة
- مدير عام دائرة المخابرات العامة
- مدير عام الأمن العام
- وزير الاتصال الحكومي

## الهيكل التنظيمي
- إعداد سجل مخاطر للأزمات التي من الممكن أن تواجه مؤسسات الدولة بهدف اعداد خطط من قبل مؤسسات الدولة المختلفة لمواجهة هذه المخاطر.
- عقد دورات تدريبية مُتخصصة في مجال إدارة الازمات وتطوير مهارات وقدرات المركز الفنية والبشرية، كذلك إعداد برنامج تدريبي متكامل للمؤسسات الرسمية ذات العلاقة، يتضمن دورات وورشات عمل دورية.
- التفاعل مع التجارب الدولية في مجال إدارة الأزمات والإستفادة من خبراتهم في إعادة صقل قدرات الكوادر الوطنية وتمكينها من الارتقاء في هذا المجال.
- السعي لربط المركز بمراكز إدارة الأزمات والطوارئ في منطقة الإقليم ضمن شبكة إقليمية لمواجهة التحديات المشتركة والعابرة للحدود.
- التركيز على تطوير البرامج المتعلقة بإستثمار طاقات الشباب الأردني في الجامعات والمعاهد والمدارس من خلال العمل التطوعي في مواجهة المخاطر والأزمات على المستويين المحلي والوطني.
- استكمال العمل مع الوزارات والمؤسسات الرسمية المعنية لتأسيس مراكز عمليات فيها وربطها الكترونياً مع المركز، إضافة إلى إلحاق موظفين من تلك الوزارات كضباط ارتباط مع المركز.

## الجوائز والأوسمة
- وسام جلالة الملك عبدالله الثاني للتميز من الدرجة الأولى [3]
- حصل المركز على شهادة الجودة ISO 90001 عام 2015 [4]
- حصل المركز على شهادة الجودة ISO 31000 عام 2018 [4]
- حصل المركز على شهادة الجودة  ISO 27001 عام 2024 [5]

## وصلات خارجية
- الموقع الرسمي